# Christianí (île)
Christianí (en grec moderne : Χριστιανή), est une petite île inhabitée de Grèce située en mer Égée. C'est la plus grande des îles Christianá, un petit archipel volcanique comprenant en outre Escháti et Askaniá.
Sur le plan administratif, l'île appartient au dème de Thíra. Santorin est en effet l'île habitée la plus proche, à environ 18 km au nord-est.
L'île est aujourd'hui inhabitée mais on a retrouvé des preuves d'activité humaine tels que de vieux murs de pierre, des bâtiments et des vestiges agricoles. Des vestiges préhistoriques de la fin du IIIe millénaire ont également été mis au jour.
Une petite chapelle consacrée à Saint Basile est construite dans la partie nord de l'île.